# Torsten Künstler
Torsten Künstler (* 1969) ist ein deutscher Filmregisseur und Filmschauspieler. 

## Leben und Wirken
Künstler sammelte seine ersten Erfahrungen in der Film- und Fernsehbranche mit Jobs als Produktionsfahrer und als Assistent der Aufnahmeleitung 1992 bei der Fernsehserie Der kleine Vampir. Darauf folgend trat er als Aufnahmeleiter in verschiedenen Fernseh- und Kinoproduktionen, darunter 1994 der Fernsehfilm Man(n) sucht Frau, die Folge Die Schwadron der Fernsehfilmreihe Schimanski und das Filmdrama Winterschläfer 1997 von Tom Tykwer in Erscheinung.
Seine ersten Regieerfahrungen sammelte er ab 1999 in der Fernsehserie Alarm für Cobra 11 – Die Autobahnpolizei, dort führte er in einigen Folgen bei diversen Actionszenen Regie. Auch in der Kinoproduktion Der Clown von Sebastian Vigg war er als 2. Regisseur ebenfalls für die Actionszenen verantwortlich.
In Barfuss und Keinohrhasen fungierte er als Regieassistent von Til Schweiger, in weiteren Produktionen von Til Schweiger trat er jeweils als Co-Regisseur auf, auch an der Seite von Matthias Schweighöfer fungierte er als Co-Regisseur in verschiedenen Filmen wie What a Man (2011), Schlussmacher (2013) und Der Nanny (2015).
Im Auftrag der Produktionsfirma Winners & Künstler, gegründet 2012 von Künstler und Jörg Winners, feierte er sein Debüt als alleiniger Regisseur in dem interaktiven, von der Jury der Deutsche Film- und Medienbewertung als Besonders wertvoll ausgezeichneten, Kinderfilm Aschenbrödel und der gestiefelte Kater. In der Komödie Hot Dog, mit Schweighöfer und Schweiger in den Hauptrollen war er für die Regie verantwortlich.
Neben der Regiearbeit steht Künstler gelegentlich in Nebenrollen als Schauspieler vor der Kamera.

## Filmografie (Auswahl)

### Als Regisseur
- 2013: Aschenbrödel und der gestiefelte Kater
- 2018: Hot Dog

### Als Co-Regisseur
- 2008: 1½ Ritter – Auf der Suche nach der hinreißenden Herzelinde
- 2009: Zweiohrküken
- 2011: Kokowääh
- 2011: What a Man
- 2013: Kokowääh 2
- 2013: Schlussmacher
- 2014: Vaterfreuden
- 2015: Der Nanny
- 2017: Conni & Co 2 – Das Geheimnis des T-Rex

### Als Darsteller
- 2008: 1½ Ritter – Auf der Suche nach der hinreißenden Herzelinde
- 2009: Zweiohrküken
- 2011: Kokowääh
- 2013: Schlussmacher
- 2014: Vaterfreuden
- 2017: Conni & Co 2 – Das Geheimnis des T-Rex
- 2018: Head Full of Honey